# Krásna Ves
Krásna Ves (bis 1927 slowakisch auch „Krásnejsa“; ungarisch Bánkaraszna – bis 1907 Kraszna) ist eine Gemeinde im Westen der Slowakei mit 470 Einwohnern (Stand 31. Dezember 2024), die zum Okres Bánovce nad Bebravou, einem Teil des Trenčiansky kraj, gehört. 

## Geographie
Die Gemeinde befindet sich im nördlichsten Ausläufer der Nitrianska pahorkatina (deutsch Neutraer Hügelland) unterhalb des Gebirges Strážovské vrchy, am Oberlauf der Bebrava. Das Ortszentrum liegt auf einer Höhe von 260 m n.m. und ist 15 Kilometer von Bánovce nad Bebravou entfernt.
Nachbargemeinden sind Omšenie im Osten, Slatinka nad Bebravou im Osten, Timoradza im Süden und Bobot im Westen.

## Geschichte
Auf dem Gebiet der heutigen Gemeinde gab es eine Siedlung in der Kupfersteinzeit, weiter eine Höhlensiedlung mit kannelierter Keramik, Urnenfeld aus der Jungbronzezeit, Grabhügel und Brandgräber sowie eine Siedlung der Lausitzer Kultur.
Der heutige Ort wurde zum ersten Mal 1208 als Baznan schriftlich erwähnt, im Zusammenhang mit einem Rechtsstreit zwischen dem Neutraer Bischof und einem Adligen namens Benedikt. 1295 gehörte das Dorf zur Herrschaftsgut von Uhrovec. 1598 gab es eine Mühle und 38 Häuser im Ort, 1784 hatte die Ortschaft 57 Häuser und 522 Einwohner, die als Landwirte beschäftigt waren.
Bis 1918 gehörte der im Komitat Trentschin liegende Ort zum Königreich Ungarn und kam danach zur Tschechoslowakei beziehungsweise heute Slowakei. Die Einwohner nahmen am Slowakischen Nationalaufstand teil.

## Bevölkerung
| Jahr                | 1994 | 2004    | 2014    | 2024     |
| ------------------- | ---- | ------- | ------- | -------- |
| Anzahl der Personen | 505  | 510     | 535     | 470      |
| Unterschied         |      | +0,99 % | +4,90 % | −12,14 % |

| Jahr                | 2023 | 2024 |
| ------------------- | ---- | ---- |
| Anzahl der Personen | 470  | 470  |
| Unterschied         |      | +0 % |

Nach der Volkszählung 2011 wohnten in Krásna Ves 517 Einwohner, davon 501 Slowaken, vier Tschechen und ein Magyare. Zwei Einwohner gaben eine andere Ethnie an und neun Einwohner machten keine Angabe zur Ethnie. 
324 Einwohner bekannten sich zur römisch-katholischen Kirche, 115 Einwohner zur Evangelischen Kirche A. B. und jeweils ein Einwohner zu den Baptisten, zu den Zeugen Jehovas und zur orthodoxen Kirche. 47 Einwohner waren konfessionslos und bei 28 Einwohnern wurde die Konfession nicht ermittelt.